# 赤坂田站
赤坂田站（日语：／ Akasakata eki */?）是一個位於岩手縣八幡平市赤坂田、屬於東日本旅客鐵道（JR東日本）花輪線的鐵路車站。

## 車站結構
側式月台1面1線的地面車站。曾經為對向式月台2面2線可進行列車交會的車站。大更站管理的無人站。

## 相鄰車站
東日本旅客鐵道
■花輪線
安比高原－赤坂田－小屋之畑